# روي غروفر
روي غروفر (بالإنجليزية: Roy Grover)‏ هو لاعب كرة قاعدة أمريكي، ولد في 17 يناير 1892 في سنوهوميش في الولايات المتحدة، وتوفي في 7 فبراير 1978 في ميلواوكي في الولايات المتحدة.

## وصلات خارجية
- روي غروفر على موقعبيزبول رفرنس.كوم (الدوري الرئيسي) (الإنجليزية)
- روي غروفر على موقعبيزبول رفرنس.كوم (الدوري الثانوي) (الإنجليزية)